# 金陵城

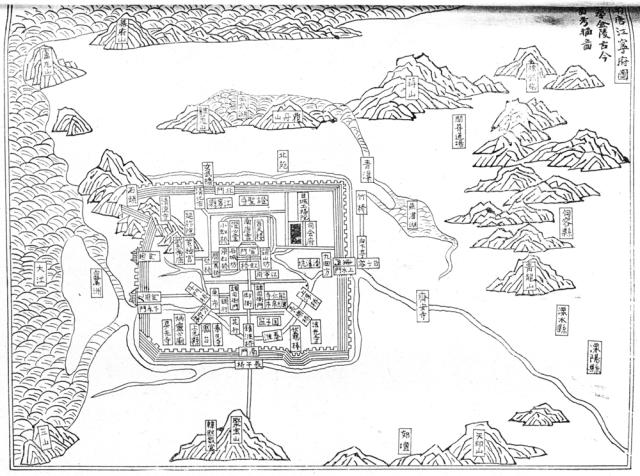
<南唐江宁府图>，金陵城地图

金陵城是五代十国的杨吴、南唐政权在金陵府（后改江宁府，在今江苏省南京市）修建的城池。宋、元时沿用，为宋建康府府城、元集庆路城。明朝初年，由明太祖朱元璋在金陵城的基础上扩建为京城。

## 建设
589年，隋滅陳之戰结束之后，隋文帝下诏将南朝陳的都城建康城的宫殿、陵园及城垣庐舍皆数荡平，在石头城置蒋州，唐代改为昇州。
五代十国时，杨吴、南唐政权重新建城，前后共经过五次修建。天祐十一年（914年），主政杨吴的徐温命其养子徐知诰（即南唐先主李昇）营建昇州城，天祐十四年（917年）五月完工。徐温移驻昇州后命陈彦谦继续扩建城池，武义二年（920年）十一月竣工。932年，徐知诰增建金陵城。

## 形制
金陵城共开八座城门。其中陆门五座，东门在今大中桥西端，南门在今中华门处，北门又名“玄武门”，约在今北门桥南端，西面城墙设陆门两座，西门偏北，在今汉西门（旱西门）处，“龙光门”偏南，在今水西门处。另设水门三座，秦淮河自东门南侧入城处为“上水门”，在今东水关，秦淮河从龙光门南侧出城处为“下水门”，在今西水关，运渎从西面出城处为“栅寨门”，位于龙光门和西门之间，在今朝天宫西面的虎踞南路涵洞（又名“铁窗棂”）处。
金陵城内设子城（又称牙城），周长四里有余，有东、西、南三门，无北门。徐知诰建立南唐后，改牙城曰宫城，大体上承袭杨吴之旧。

## 城濠

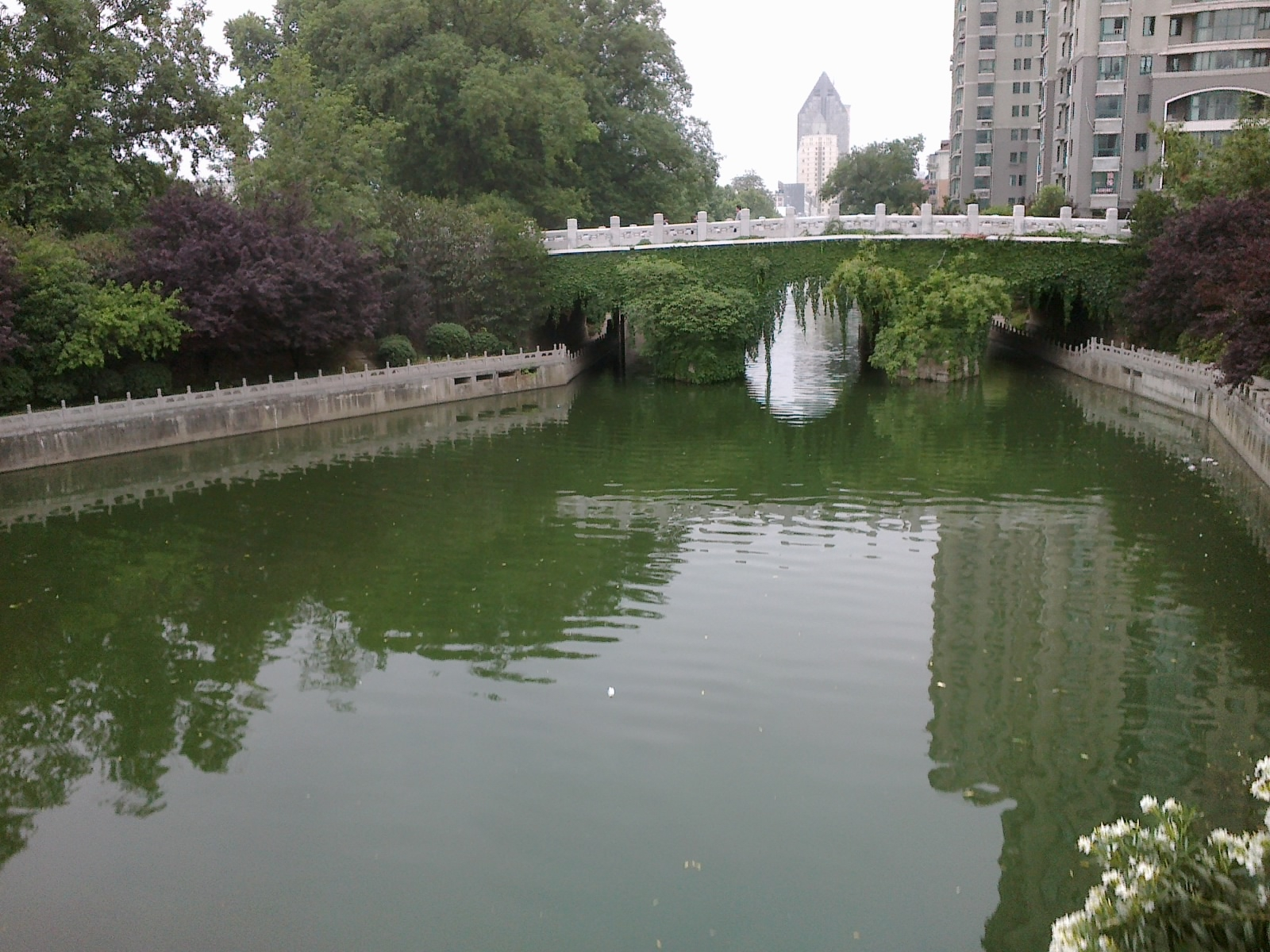
杨吴城濠东段

当时建筑现基本无存，仅存名为杨吴城濠的金陵城护城河。城濠北段东起今马标附近，在今广州路、珠江路南侧西行，在今浮桥处与珍珠河相汇，在五台山下与乌龙潭相连直接通入长江。今广州路南侧的城濠早已干涸，因此又称干河沿，今珠江路南侧的一段城濠被埋入地下成为暗沟。金陵城北门外跨濠设桥，现存的建于明代的北门桥即位于处。城濠东段在今龙蟠路西侧，北起今马标附近，向南至今东水关处与秦淮河相通。城濠东段南部、南段和西段在明初被加深加宽后成为明南京城城南通济门至水西门的护城河，即外秦淮河。